# أشوتوش رنا
أشوتوش رنا هو مذيع وممثل هندي، ولد في 10 نوفمبر 1967 في الهند.

## أعمال

### أفلام
- (2014) هامبتي شارما كي دولهانيا
- (2015) الإخوة[4]

## وصلات خارجية
- أشوتوش رنا على موقع IMDb (الإنجليزية)
- أشوتوش رنا على موقع ألو سيني (الفرنسية)
- أشوتوش رنا على موقع أول موفي (الإنجليزية)
- أشوتوش رنا على موقع قاعدة بيانات الفيلم (الإنجليزية)
- أشوتوش رنا على موقع كينوبويسك (الروسية)